# 阿富汗伊斯蘭黨
阿富汗伊斯蘭黨（波斯語：‎），是一個伊斯蘭政治組織，由普什圖人古勒卜丁·希克马蒂亚尔成立於1976年。它源於1969年在喀布爾大學的學生和教師成立的穆斯林青年組織，目的是打擊阿富汗共產主義。它的支持者主要是普什圖人。1979年，阿富汗伊斯蘭黨分裂。有人從阿富汗伊斯蘭黨出走，古勒卜丁·希克马蒂亚尔繼續領導剩餘的人。此後的阿富汗伊斯蘭黨又被稱為古勒卜丁伊斯兰党。
阿富汗伊斯蘭黨在1979年苏联－阿富汗战争中對打擊阿富汗民主共和國政府軍和蘇聯軍起重要作用，它們也是美國軍事援助主要受益人。
今天，阿富汗伊斯蘭黨在阿富汗已登記為一個非暴力政黨，但仍偶爾發動襲擊。2006年，加拿大将古勒卜丁伊斯兰党列入恐怖组织名单。